# Taninges
Taninges település Franciaországban, Haute-Savoie megyében. Lakosainak száma 3501 fő (2022. január 1.). Taninges Châtillon-sur-Cluses, La Côte-d’Arbroz, Les Gets, Mieussy, La Rivière-Enverse és Verchaix községekkel határos.

## Népesség
A település népessége az elmúlt években az alábbi módon változott:
| Lakosok száma | 3419 | 3410 | 3482 | 3443 | 3411 | 3394 | 3429 | 3465 | 3501 |
|               | 2013 | 2015 | 2016 | 2017 | 2018 | 2019 | 2020 | 2021 | 2022 |